# دونكان كاميرون (سياسي كندي)
دونكان كاميرون هو سياسي كندي، ولد في 1 أغسطس 1865، وتوفي في 8 أكتوبر 1948.